# Поломский район
Поломский район — административно-территориальная единица в составе Кировской области РСФСР, существовавшая в 1935—1955 годах. Административный центр — село Полом.

## История
Район был образован в 1935 году из части территории Белохолуницкого и Синегорского районов.
30 сентября 1955 года район упразднен с передачей территории Белохолуницкому и Нагорнскому районам.

## Административное деление
В 1950 году в состав района входило 14 сельсоветов и 236 населённых пункта:
| № п/п | Сельсовет     | Кол-во НП | Население |
| ----- | ------------- | --------- | --------- |
| 1     | Архангельский | 33        | 886       |
| 2     | Высоковский   | 12        | 520       |
| 3     | Глазыринский  | 14        | 763       |
| 4     | Гоглевский    | 18        | 864       |
| 5     | Запольский    | 15        | 564       |
| 6     | Иванцевский   | 12        | 754       |
| 7     | Кокорский     | 5         | 547       |
| 8     | Огневский     | 5         | 331       |
| 9     | Поломский     | 23        | 2612      |
| 10    | Редькинский   | 36        | 1231      |
| 11    | Саввинский    | 13        | 470       |
| 12    | Сосновский    | 23        | 839       |
| 13    | Троицкий      | 18        | 1830      |
| 14    | Яшинский      | 9         | 163       |